# Dinastía Liu Song
La Dinastía Liu Song (en chino tradicional, 劉宋朝; en chino simplificado, 刘宋朝; pinyin, Liú Sòng Cháo; Wade-Giles, Liu2 Sung4 Ch'ao2), también conocida como Dinastía Song (宋朝), Song Anterior (前宋) o Song del Sur (南朝宋) (420-479), fue la primera de las cuatro Dinastías del Sur en China, sucesora de la Dinastía Jin Oriental y sucedida por la Dinastía Qi del Sur.
La dinastía fue fundada por Liu Yu 劉裕 (363–422), cuyo apellido junto con "Song" conforman el nombre más usualmente empleado para la dinastía. Esta denominación se usa para distinguirla de una posterior homónima, la dinastía Song 宋 (960–1279), mucho más famosa e históricamente significativa. También suele emplearse la denominacón "Dinastía Song del Sur" (南宋), por tratarse de una de las dinastías meridionales, es decir, de aquellas con capital en Jiankang (actualmente Nanjing). sin embargo, la posterior dinastía Song también es usualmente denominada "Song del Sur" a partir del traslado de su capital a Lin'an (la moderna Hangzhou, en Zhejiang) en 1127. En consecuencia, el término "Liu Song" es el preferido en la literatura académica para designar a la dinastía de la que trata este artículo.
La época de los Liu Song fue de seria agitación interna. Algunos emperadores fueron incopetentes, o tiránicos, lo que al menos en parte llevó a muchas revueltas militares. Entre estos gobernantes se cuenta a Liu Shao (conocido por el nombre póstumo de Yuanxiong, "primer asesino"), Xiaowu, Qianfei, Ming y Houfei. El emperador Ming fue particularmente perverso, asesinando a una gran parte de sus hermanos, sobrinos y otros parientes varones, la mayoría de ellos niños. Esa inestabilidad interna llevó finalmente a la destrucción de la dinastía. Sin embargo, el fundador de la dinastía fue considerado uno de los más brillantes generales durante el período de las Dinastías Meridionales y Septentrionales, y el reinado del tercer emperador, Wen, es conocido por la estabilidad política y la eficiencia administrativa, no solo del emperador sino también de funcionarios honestos y fuertes. Este período es conocido como "reinado de Yuanjia" (425-453), una relativa edad de oro en la era de las Dinastías del Sur.

## Historia

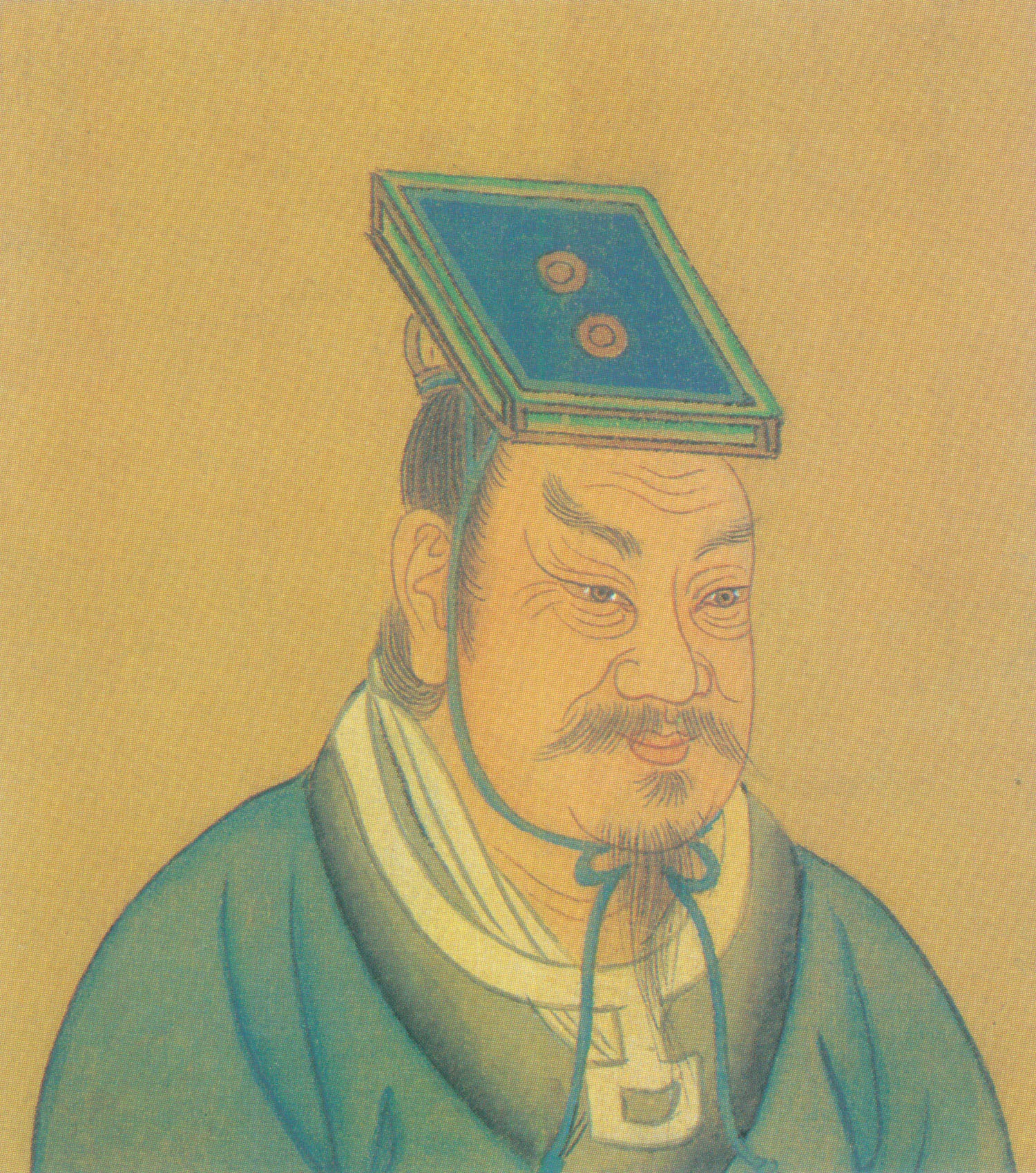
Liu Yu, Emperador Wu de Liu Song

### Ascenso de Liu Yu
Originalmente de modestos orígenes campesions, Liu Yu se enroló en el ejército a muy temprana edad y pronto se distinguió en el arte militar hasta ser promovido a comandante de un ejército, el cuerpo Beifu. Liu Yu fue fundamental en la lucha contra el usurpador Huan Xuan para restarurar a la dinastía Jin. Después de la derrota y muerte de Huan Xuan en 404, Liu Yu fue ganando progresivamente mayor control sobre la dinastía Jin.

### Campañas de Liu Yu
Considerado uno de los mejores generales del período de las dinastías Meridionales y Septentrionales, Liu Yu recuperó muchos de los territorios perdidos por los chinos durante el período de los Dieciséis Reinos. Comenzó su carrera atacando Yan Meridional, establecido en la frontera norte de los Jin y que había seguido una política de agresión y secuestro contra estos. En la primavera de 410 recuperó Guanggu, donde los Yan meridionales habían establecido su capital después de tomarla en 399, terminando con su reino.
Luego emprendió una campaña contra los Shu occidentales en la moderna Sichuan. Utilizando una brillante maniobra militar que se menciona en El arte de la guerra, Liu Yu instruyó a sus generales para que atacaran la capital de Shu por el río Min, en lugar de emplear la ruta más corta por el río Fu. Sorprendiendo a las fuerzas Shu, capturó rápidamente Chengdu y reincorporó esta área al reino Jin.
Luego de la muerte del emperador Yao Xin de Qin Posterior (416), Liu Yu atacó este estado, que controlaba las valiosas tierras de Guanzhong que habían albergado la capital de las dinastías Qin, Han y  Jin antes de las sublevaciones bárbaras que dieran origen a los Dieciséis Reinos. Después de derrotar a Qin posterior en varias batallas, así como a un ejército de Wei del Norte que había acudido en auxilio de aquel, Liu Yu recapturó las vitales ciudades de Chang'an y Luoyang, antiguas capitales del imperio Jin. Las crónicas señalan que enfrentó al ejército Wei usando lanzas arrojadas por ballestas, sembrando el pánico en la caballería Wei, lo que le permitió una victoria decisiva.
Después de este éxito pareció que el reino Jin podría exterminar a los restantes estados bárbaros del Norte y reunificar China. Sin embargo, la fortuna fue esquiva para las fuerzas Jin. La muerte de su lugarteniente Liu Muzhi, a quien Liu Yu había dejado a cargo de la capital Jin, lo obligó a regresar a Jiankang dejando la frontera norte a cargo de su general Wang Zhen'e. Luego de su partida, el estado de Xia atacó Guanzhong y la recuperó, y la pérdida de estos territorios estableció el límite norte del reino Jin en el río Amarillo. No obstante, los Jin retuvieron su anterior capital oriental, Luoyang, así como la mayor parte del corazón de China.
Luego de su retorno a Jiankang y la muerte del emperador An (28 de enero de 419), estrangulado por un asesino al servicio de Liu Yu, impuso como emperador al débil Sima Dewen, hermano del anterior, a quien obligaría a abdicar en su favor al año siguiente (terminando así efectivamente la dinastía Jin) y haría asesinar en 421.
Liu Yu murió en 422, siendo sucedido por su incompetente hijo Liu Yifu como Emperador Shao. Este fue prontamente destronado (424) y sucedido por el tercer hijo de Liu Yu Liu Yilong como Emperador Wen.

### Reinado del emperador Wen
Bajo el emperador Wen, la economía prosperó a punto tal que el período es recordado como Yuanjia (元嘉之治), un lapso extraordinario en los cuatrocientos años de conflicto trascurridos entre la caída de la dinastía Han y el ascenso de la Tang. La diligencia del emperador hizo que el reino prosperase. Sin embargo, sus habilidades militares no fueron iguales a las de su padre y su incapacidad para aplastar a los estados bárbaros restantes permitió a los Wei septentrionales completar la unificación del Norte. Luego de ello, los Wei del Norte serían una amenaza grave y permanente para el reino Liu Song.
El emperador Wen continuó las campañas de su padre, aunque sin éxito. En 422, primer año de su reinado, perdió tres comandancias a manos de los Wei. Sin embargo, gracias al hábil general Dao Yanzhi, Liu Song recobró las ciudades de Luoyang, Hulao, Huatai y Qiao'ao al sur del río Amarillo. La indecisión del emperador para avanzar más allá de esta línea causó la destrucción de su aliado el estado de Xia, y volvería a repetir este error cuando varias ofertas de alianza de estados bárbaros fueron rechazadas, lo que condujo finalmente a la unificación del Norte bajo los Wei en 439, en detrimento de los chinos.
Hacia finales de su reinado, el emperador se tornó menos capaz. Erróneamente ejecutó al general Tn Daoji, que hasta entonces había comandado los ejércitos Liu Song, y asumió el mando por sí mismo. La declinación del imperio se pudo ver en 450, cuando el emperador intentó destruir a los Wei del Norte y lanzó una invasión masiva. Si bien tuvo éxito inicialmente, la campaña acabó en desastre. Los Wei atrajeron a las tropas de Wen para que cruzaran el río Amarillo, y luego las flanquearon destruyendo el ejército del este. Mientras los ejércitos Liu Song se retiraban, las provincias al sur del río fueron devastadas por el ejército Wei. Solo Huatai, ciudad fortificada, pudo sostenerse. Sin embargo, el daño económico fue enorme. Las tropas bárbaras asolaron las provincias que habían ocupado temporalmente, como lo describe Sima Guang

Las fuerzas de Wei arrasaron las provincias de Yan del Sur, Xu, Yan del Norte, Yu, Qing y Ji. Los muertos y heridos entre los Song fueron innumerables. Cuando las fuerzas Wei encontraban hombres jóvenes Song, rápidamente los decapitaban o los cortaban al medio. Los infantes eran atravesados a lanzazos, y luego se sacudían las lanzas para que los niños gritasen mientras se los hacía girar, por diversión. Las comandancias y los condados que atravesaron las fuerzas Wei fueron masacradas y quemadas, y no dejaron ni la hierba. Cuando los gorriones volvieron en la primavera, no pudieron encontrar casas donde construir sus nidos, así que debieron hacerlo en los bosques. Los soldados y los caballos de Wei también sufrieron bajas de más de la mitad, y toda la gente de Xianbei se quejaba

Sima Guang señala también las causas del desastre:

Cada vez que el Emperador Wen enviaba generales a las batallas, les requería seguir los planes de batalla completos que él había diseñado, y hasta las fechas de las batallas necesitaban aprobación del emperador. Por ello, los generales dudadaban y no podían tomar decisiones independientes. Además, las tropas irregulares que reclutó por conscripción no estaban entrenadas, y se apresuraban a avanzar en la victoria y se dispersaban en la derrota. Estas fueron las dos razones por las que falló, y desde allí en adelante el estado cayó en recesión, y el reinado de Yuanjia declinó

Otro historiador, Shen Yue, señala que se decía que el Emperador Wen modelaba su comando basándose en el gran general Emperador Guangwu de Han, pero que carecía de las habilidades de comando de este último.
El emperador hizo aún otro intento para destruir a los Wei del Norte en 452, pero volvió a fracasar. Al volver a la capital fue asesinado por su hijo y primero en la línea sucesoria, Liu Shao.

### Reinados de los emperadores Xiaowu y Qianfei
El asesinato del emperador Wen por su hijo Liu Shao provocó indignación en todo el imperio, pues desobedecía uno de los principios fundamentales del confucianismo: la piedad filial. Rápidamente su hermano Liu Jun se sublevó contra él, lo derrotó y lo decapitó. Liu Jun ascendió al trono, convirtiéndose en Emperador Xiaowu. Fue considerado inmoral: cometió incesto con sus primas y hermanas, y se le imputa haberlo hecho también con su madre. Sin embargo, su reinado fue relativamente pacífico.
A la muerte de Liu Jun en 464, su trono pasó a su hijo Liu Ziye, generalmente considerado un tirano. Faltó el respeto a la memoria de su padre y sospechó de sus tíos, condenando a muerte a varios de ellos. Continuó la práctica incestuosa de su padre, adoptando a varias de sus tías y primas como concubinas. Se le atribuye haber ordenado que todas las princesas acudieran a su palacio para tener relaciones sexuales con ellas. Cuando una de sus tías rehusó, hizo ejecutar a sus tres hijos. También hizo ejecutar a una dama de honor porque se parecía a una mujer que lo maldijo en un sueño. Finalmente, uno de sus tíos se rebeló y lo asesinó.

### Guerra civil y pérdida de las comandancias del norte

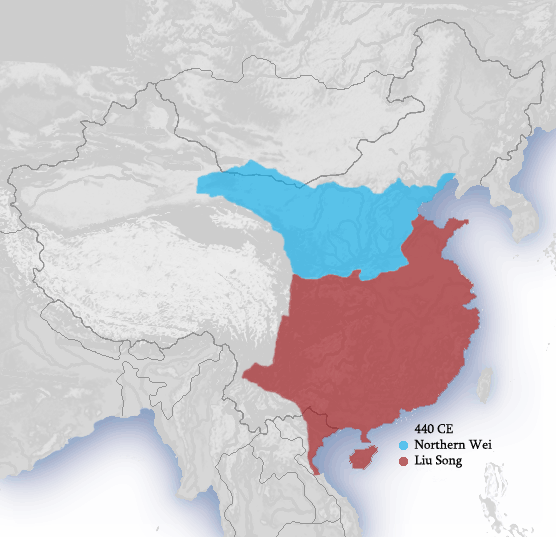
Liu Song coexistió con el estado Xianbei de Wei del Norte, con frontera en el río Amarillo. Esta frontera se movió hacia el sur, hasta el río Huai, después del reinado del emperador Ming de Liu Song.

El asesino de Qianfei accedió al trono, convirtiéndose en Emperador Ming. Ordenó suicidarse al hermano y la hermana de Liu Ziye, Liu Zishang y Liu Chuyu, acusados de haber participado en la inmoralidad sexual y el gobierno tiránico del emperador fallecido. Sin embargo, sus aspiraciones al trono no fueron aceptadas por todos y pronto se desencadenó una rebelión para instalar a Liu Zixun, uno de sus sobrinos.
Al principio, la guerra civil fue un gran éxito para Liu Zixun, quien pronto conquistó casi todo el imperio. Pero se movió demasiado lentamente. El emperador Ming rápidamente envió un ejército hacia el Oeste, capturando Kuaiji, un punto vital de abastecimiento. Otro de los generales de Ming capturó Qianxi y cortó la línea de suministros de Liu Zixun. Las hambrientas tropas colapsaron y Liu Zixun fue ejecutado, a la edad de apenas diez años.
El emperador rehusó conceder el perón a los que habían apoyado a Liu Ziye. Esta acción habría de tener consecuencias nefastas para la dinastía Liu Song y sus sucesoras, pues los gobernadores de las comandancias del Norte, temerosos por sus vidas, se rindieron a los Wei antes de enfrentar una ejecución en Jiankang. Esto resultó en la pérdida del corazón de China y las tierras más fértiles y cultivadas de ese tiempo. La pérdida terminaría por llevar a la destrucción del régimen del Sur, con lo que el norte de China languideció bajo el yugo bárbaro por otros 150 años. Si bien el emperador Ming procuró recuperar estos territorios, sus intentos fueron inútiles.
La etapa final del reinado de Ming fue extremadamente brutal. Sospechando de sus sobrinos, los hizo ejecutar a todos. Temeroso de la usurpación por parte de sus rivales en la corte, ejecutó a miles de miembros de la familia real, que quedó sumamente debilitada. A su muerte en 472, su hijo y sucesor debió ser asistido por el general Xiao Daocheng, pues casi todos los hermanos y sobrinos del emperador Ming habían sido ejecutados por este.

### Caída de Liu Song
El sucesor del emperador Ming, Liu Yu, tenía nueve años al ascender al trono como Emperador Houfei. Resentido por el control que sobre él tenía el regente de facto, general Xiao Daocheng, anunció varias veces abiertamente su intención de matarlo. Temiendo que cumpliera sus amenazas, Xiao lo hizo asesinar en 477 e instaló en su lugar a un hermano de Liu Yu, Liu Zhun, de diez años de edad, como Emperador Shun. En 479 Xiao tomó el trono para sí declarándose Emperador de Qi, terminando así con la dinastía Liu Song. El exemperador Shun y su clan fueron ejecutados al poco tiempo.

## Literatura y cultura

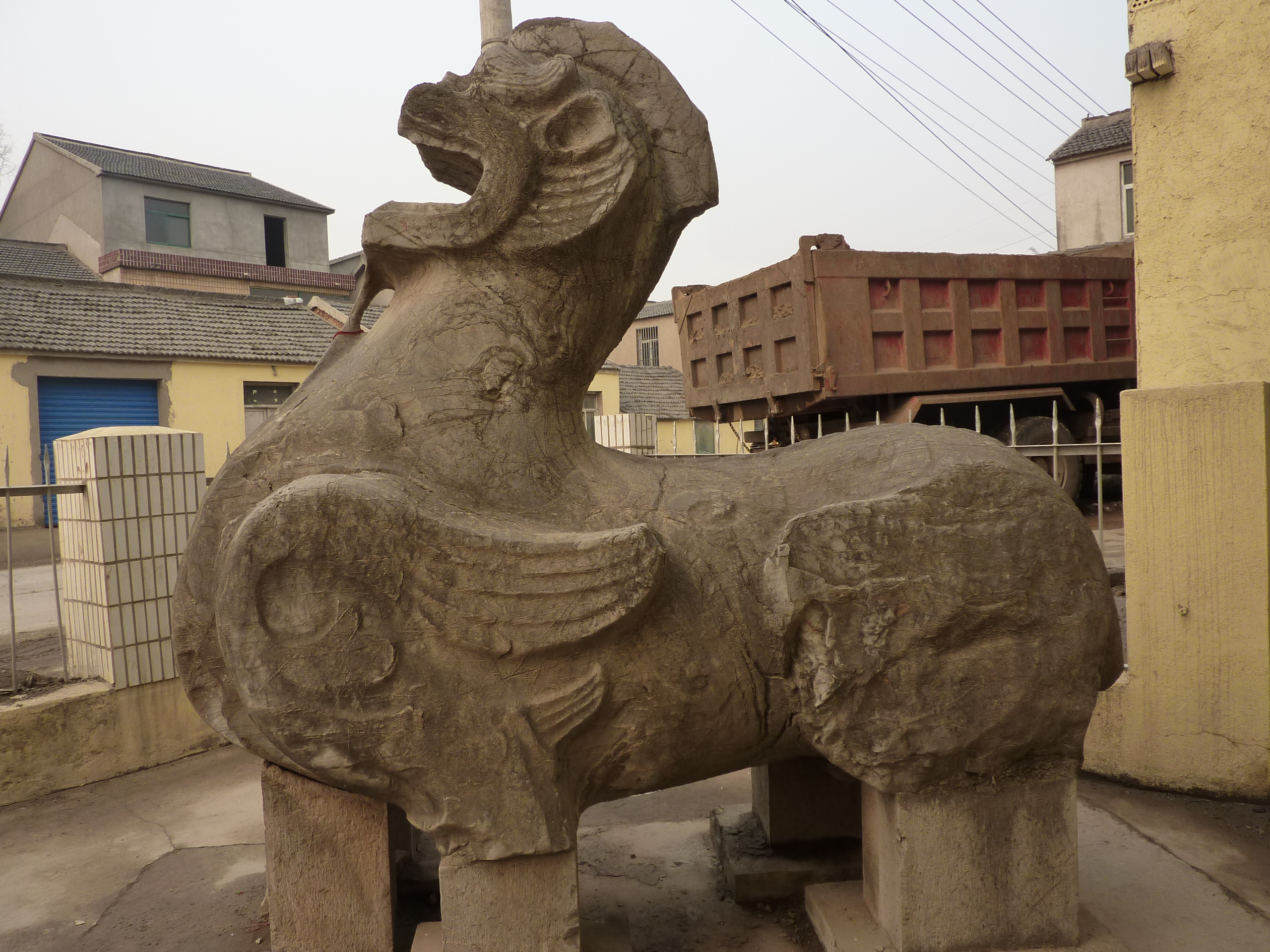
El qilin oriental de la tumba Chuning

A pesar de este baño de sangre, y hasta cierto punto debido a él, los Liu Song produjeron mucha gran poesía (shi 詩) y otros géneros poéticos, notablemente la rapsodia, fu 賦. La casa imperial auspició muchas obras literarias, y miembros de ella escribieron un buen número. En la corte del emperador Wen fueron particularmente activos los crírculos literarios, y el emperador apoyó la compilación de una gran colección de breves anécdotas en prosa, Un nuevo relato de cuentos del mundo (Shishuo xinyu). Los "Tres Gigantes de Yuanjia", Bao Zhao 鮑照 (m.466), Xie Lingyun 謝靈運 (385–433), y Yan Yanzhi 顏延之 (384–456), son tal vez los más famosos poetas del período, y a cada uno de ellos se acredita haber dado origen respectivamente a una de tres grandes tendencias literarias posteriores.
Los científicos y los astrónomos también estuvieron activos durante los períodos de relativa paz. El budismo ganó mayor comprensión y su práctica se extendió en el período, y algunos altos funcionarios, como Xie Lingyun, fueron budistas.
Los escultores Liu Song deben haber creado un número de conjuntos de vías espirituales, generalmente característicos de la época de las Seis Dinastías, para las tumbas de los emperadores y otros altos dignatarios. Sin embargo, de acuerdo con un relevamiento de las esculturas de la época de las Seis Dinastías remanentes en las áreas de Nanjing y Danyang, solo un grupo escultórico ha sido identificado como perteneciente a los Liu Song: la tumba Chuning del primer emperador de la dinastía. Dos estatuas qilin de esta tumba sobreviven en el (apropiadamente) llamado Pueblo Qilin, en el distrito de Jiangning, suburbios de Nanjing.

## Ciencia
Zu Chongzhi, un famoso astrónomo, vivió durante el período Liu Song. Es conocido por haber determinado el número pi con una precisión de siete dígitos decimales, y varias otras teorías astronómicas.

## Tabla de sucesión
| Nombre póstumo                                                                                              | Nombre de templo            | Apellido familiar y nombres     | Período de reinado | Nombre de eras y rango de años                                  |
| --- | --------------------------- | ------------------------------- | ------------------ | --------------------------------------------------------------- |
| Cconvención china: (Liu) o (Nan) Song + nombre póstumo +"di". A Song Wudi también suele nombrárselo Liu Yu. |                             |                                 |                    |                                                                 |
| Wu, en chino, 武; pinyin, wǔ                                                                                | Gaozu, 高祖                 | Liu Yu, (劉裕 liú yù)           | 420–422            | Yongchu (永初 yǒng chū) 420–422                                 |
| Shao, en chino, 少; pinyin, shaò                                                                            |                             | Liu Yifu (劉義符 liú yì fú)     | 423–424            | Jingping (景平 jǐng píng) 423–424                               |
| Wen, en chino, 文; pinyin, wén                                                                              | Taizu 太祖 o Zhongzong 中宗 | Liu Yilong (劉義隆 liú yì lóng) | 424–453            | Yuanjia (元嘉 yuán jiā) 424–453                                 |
| Yuanxiong, 元凶                                                                                             |                             | Liu Shao (劉劭 liú shào)        | 453                | Taichu (太初 taì chū) 453                                       |
| Xiaowu, en chino, 孝武; pinyin, xiaò wǔ                                                                     | Shizu 世祖                  | Liu Jun (劉駿 liú jùn)          | 453–464            | Xiaojian (孝建 xiaō jiàn) 454–456 Daming (大明 dà míng) 457–464 |
| (Qian) Fei, en chino, (前)廢; pinyin, (qián) feì                                                            |                             | Liu Ziye (劉子業 liú zǐ yè)     | 465                | Yongguang (永光 yǒng guāng) 465 Jinghe (景和 jǐng hé) 465       |
| Ming, en chino, 明; pinyin, míng                                                                            | Taizong 太宗                | Liu Yu (劉彧 liú yù)            | 465 -472           | Taishi (泰始 taì shǐ) 465–471 Taiyu (泰豫 taì yù) 472           |
| (Hou} Fei, en chino, (後)廢; pinyin, (hoù) feì o Cangwu Wang en chino, 蒼梧王; pinyin, cāng wú wáng         |                             | Liu Yu (劉昱 liú yù)            | 473–477            | Yuanhui (元徽 yuán huī) 473–477                                 |
| Shun, en chino, 順; pinyin, shùn                                                                            |                             | Liu Zhun (劉準 liú zhǔn)        | 477–479            | Shengming (昇明 shēng míng) 477–479                             |